# أسطورة الخلق اليابانية

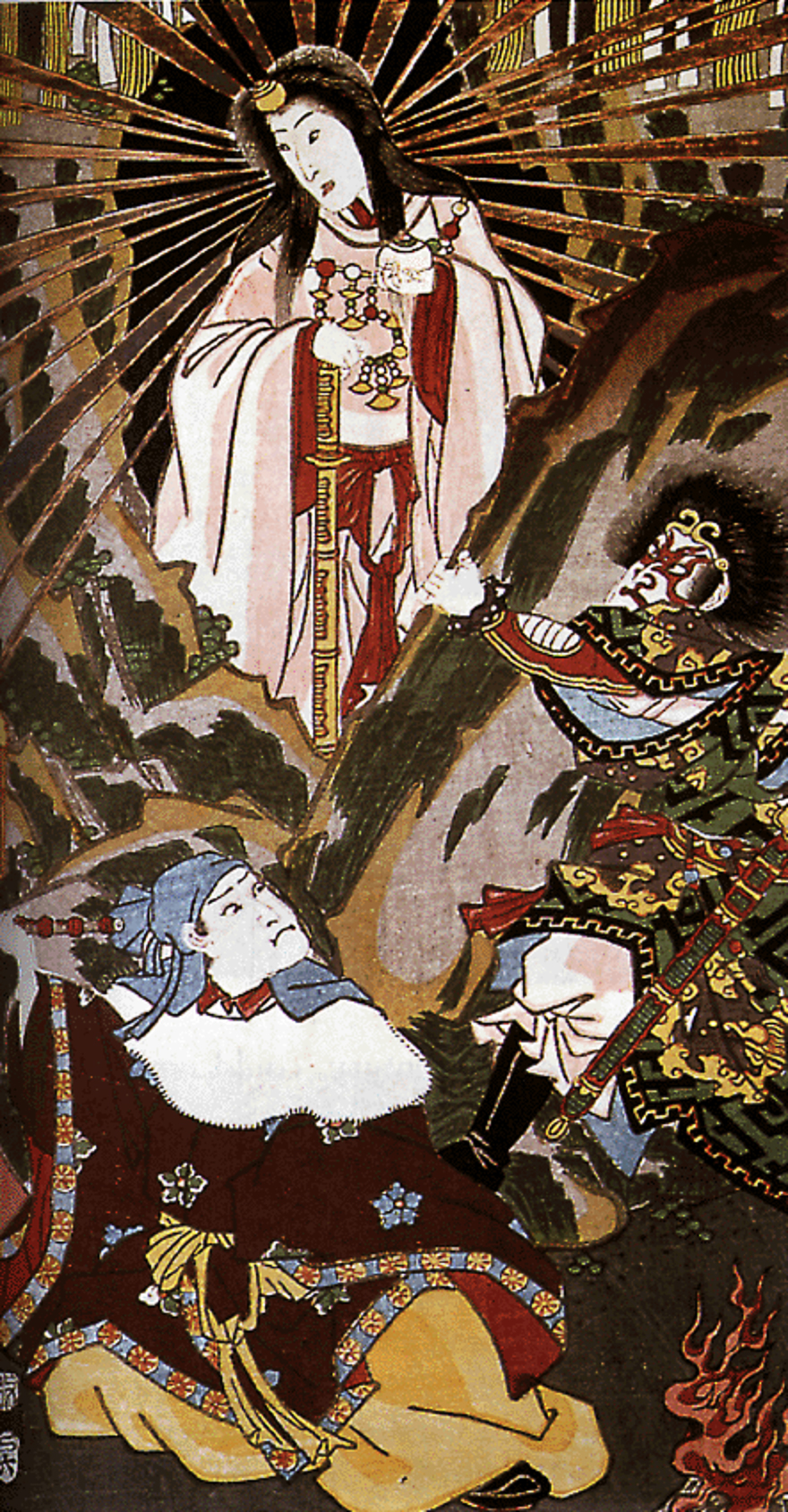
صورة للاله أماتيراسو

في الأساطير اليابانية القديمة، نجد أسطورة الخلق اليابانية (天地開闢 Tenchi-kaibyaku) الشهيرة وهي القصة التي تروي الميلاد الأسطوري للعالم السماوي والأرضي، وولادة أولى الآلهة اليابانية وخلق الأرخبيل الياباني.
هذه القصة وصفت مباشرة في بداية كتاب كوجيكي Kojiki، وهو أول وأقدم كتاب معروف تمت كتابته في اليابان سنة 712، وفي النيهون شوكي Nihon Shoki ثاني أقدم الكتب وأكثر تفصيلا من سابقه. وكلاهما يشكل الأساس الأدبي للأساطير اليابانية وديانة الشينتو؛ ومع ذلك ، فإن القصة تختلف في بعض الجوانب في الكتابين، ولكن الأكثر قبولا لليابانيين لليوم هي القصة الموجودة في كتاب الكوجيكي.

## الأسطورة
في البداية كان الكون في حالة من عدم التشكل والفوضى وغارق في السكون. وبدأت أصوات تشير إلى تحرك الجزيئات الذي نتج عنه الضوء، ولكن الجزيئات لم تكن أخف من الضوء ولم تتمكن من الصعود إلى أعلى، وتربع الضوء على قمة الكون وتحته الجزيئات التي شكلت السحب ثم الجنة التي أطلق عليها تاكاماغاهارا (Takamagahara (高天原 التي تعني السهل العالي في الجنة. وشكلت باقي الجزيئات التي لم تصعد بتاتا كتلة ضخمة وكثيفة ومظلمة تدعى الأرض.
وعندما تشكلت التكاماغاهارا، ظهرت الآلهة الثلاثة الأولى لليابان.
- Ame-no-minaka-nushi (天之御中主神  أمي نو ميناكا نوشي؟)
- Taka-mi-musuhi (高御産巣日神, تاكا كي موسوهي؟)
- Kami-musuhi (神産巣日神, Kami-musuhi-no-kami؟) .

بعد ذلك ظهر إلهان في تاكاماغاهارا من شيء مشابه لجذور القصب.
- Umashi-ashi-kabi-hikoji (宇摩志阿斯訶備比古遅神, Umashi-ashi-kabi-hikoji-no-kami؟) و
- Ame-no-toko-tachi (天之常立神, Ame-no-toko-tachi-no-kami؟)

ظهرت هذه الآلهة الخمسة ، والمعروفة باسم كوتواماتسوكاميKotoamatsukami، بشكل تلقائي، ولم يكن لها جنس محدد، ولم يكن لها شريك ( hitorigami ) وذهبت للاختباء بعد ظهورها. ولم يتم ذكر هذه الآلهة في بقية الأساطير.

### الكاميونانايو
ثم ظهر إلهان آخران هما:
- Kuni-no-tokotachi (国之常立神, Kuni-no-tokotachi-no-kami؟)
- Toyo-kumono (豊雲野神, Toyo-kumono-no-kami؟)

ظهرت هذه الآلهة أيضًا بشكل تلقائي، ولم يكن لها جنس محدد، ولم يكن لها شريك، واختبأت عند الولادة.
بعد ذلك، وُلد خمسة أزواج من الآلهة (أي ما مجموعه عشرة آلهة)، كل زوج يتكون من إله ذكر وإله أنثى.
- أوهيجيني (宇比地邇神؟) وأخته الصغيرة (التي هي زوجته) سوهيجيني (須比智邇神؟).
- تسونوغيهي (角杙神؟) وأخته الصغيرة (التي هي زوجته أيضا) إكوغيهي (活杙神؟).
- أوتونوجي (意富斗能地神؟) وأخته وزوجته أيضا أوتونوبي (大斗乃弁神؟).
- أومودارو (於母陀流神؟) وأخته وزوجته أيضا آيا كاشيكو ني (阿夜訶志古泥神؟)
- ايزاناجي (伊邪那岐神؟) وأخته الصغرى (زوجته) ازانامي (伊邪那美神؟)
- يطلق على كل الآلهة من كوني نو كوتو تاتشي إلى ازانامي؛ Kamiyonanayo الكاميونانايو (神世七代) التي تعني الأجيال السبعة المقدسة.[4]

بعد خلق السماء والأرض وظهور هذه الآلهة البدائية، خلق الإله إيزاناغي والإلهة إيزانامي جزر اليابان وبحارها وأنجبوا عددًا كبيرًا من الآلهة (كامي).

### بعد خلق السماء والأرض
تقول الأساطير اليابانية إن الإله إيزاناغي والإلهة إيزانامي خلقا جزر اليابان وبحارها، في عملية أطلق عليها سجل كوجيكي المجموع في عام 712 اسم "كونيؤمي (ولادة الأرض)". تقول الأسطورة إن هذين الزوجين الإلهيين كانا يقفان على جسر عائم يمتد عبر السماوات ثم حركا أولا الماء الملحي المتلاطم في الأسفل برمح مرصع بالجواهر، وتشكلت جزيرة من تساقط قطرات من طرفه. نزل الإلهان إلى الجزيرة وتزوجا، وشكلا بعد ذلك الجزر الأخرى للأرخبيل الياباني إلى جانب الجبال والأنهار والنباتات ومظاهر أخرى من العالم الطبيعي.
وبعد اكتمال هذه المهمة أنجبت إيزانامي عدة أطفال. ولكن أثناء ولادتها بإله النار "كاغوتسوتشي" أصيبت بحروق شديدة وماتت، لتنزل إلى أرض "يومي". سافر بعد ذلك إيزاناغي هناك في محاولة لإعادة عروسه إلى عالم الأحياء. لكنه فشل في مسعاه، فقام بتطهير نفسه عبر طقوس (ميسوغي)، حيث عمد إلى غسل وجهه وأنجب ثلاثة أطفال نبلاء هم: أماتيراسو من عينه اليسرى وتسوكويومي من عينه اليمنى وسوسانو من أنفه. يلعب كل من أماتيراسو وسوسانو دورا مركزيا فيما سيأتي من أحداث، ولكن لسبب ما لم يتحدث سجل كوجيكي بالكثير عن تسوكويومي.
يقدم سجل نيهون شوكي المجموع عام 720، نسخة مختلفة قليلا من أسطورة الخلق، حيث يتشاور إيزاناغي وإزانامي معا ويقرران خلق كامي يحكم الأرض التي أنشآها للتو. يُنصّب السجل أماتيراسو منذ ولادتها حاكمة للسهول السماوية العليا (تاكاما نو هارا) ورئيسة للآلهة اليابانية. في حين يذكر سجل كوجيكي أن إيزاناغي عهد إلى أماتيراسو بحكم السهول السماوية. ولكن وصول شقيقها الأصغر سوسانو (إله متهور طرد من العالم السماوي لتقصيره في واجباته وارتكابه العديد من الأعمال الشنيعة) يمثل تحديا لأماتيراسو التي ترى أن شقيقها المشاكس ينافسها في الحكم، وترتدي عدة الحرب استعدادا لذلك.
أكد سوسانو لأخته أنه لا يضمر أي نية خبيثة، وبعد أن أقسما اليمين على صدقهما، ولد كل منهما أطفالا من متعلقات الإله الآخر. حيث ولدت أماتيراسو من سيف سوسانو 5 آلهة ذكور، وأنشأ سوسانو 3 بنات من عقد مجوهرات كانت ترتديه أماتيراسو. وبعد أن ولد سوسانو فتيات جميلات أعلن نصره على أخته، ثم اجتاح "تاكاما نو هارا" وأحدث فوضى في القاعات والحقول وقتل العذراء الحائكة السماوية. شعرت أماتيراسو بالرعب وأغلقت على نفسها داخل المغارة الصخرية السماوية، ما تسبب في إغراق العالم في الظلام والكوارث.
أصبح آلهة الكامي الآخرون في حيرة من أمرهم واجتمعوا لتنظيم طقوس، حيث استعدوا لها عبر تعليق سلسلة من خرز ماغاتاما ومرآة، وهما اثنان من الكنوز الثلاثة المقدسة التي نُقلت لاحقا إلى الأباطرة المتعاقبين، على أغصان شجرة ساكاكي مقدسة. ثم أدت الإلهة أوزومي، أثناء الطقوس، رقصة خليعة تسببت في انفجار الآلهة الآخرين في ضحك صاخب. شعرت أماتيراسو بالفضول لمعرفة سبب الضجيج وألقت نظرة من المغارة التي تختبئ فيها فرأت انعكاسها في المرآة، واقتربت ببطء لاستبيان الأمر، وهكذا أخرجت من مكان اختبائها وعاد النور إلى العالم. طُرد سوسانو على الفور، واستعادت أماتيراسو مكانتها في ترأس المملكة السماوية.

### قائمة المراجع
- Chamberlain، Basil Hall (2008). The Kojiki: Japanese Records of Ancient Matters. Forgotten Books. ISBN:978-1-60506-938-8. مؤرشف من الأصل في 2014-06-26. اطلع عليه بتاريخ 2011-02-09.{{استشهاد بكتاب}}:  صيانة الاستشهاد: ref duplicates default (link)  Chamberlain، Basil Hall (2008). The Kojiki: Japanese Records of Ancient Matters. Forgotten Books. ISBN:978-1-60506-938-8. مؤرشف من الأصل في 2014-06-26. اطلع عليه بتاريخ 2011-02-09.{{استشهاد بكتاب}}:  صيانة الاستشهاد: ref duplicates default (link)  Chamberlain، Basil Hall (2008). The Kojiki: Japanese Records of Ancient Matters. Forgotten Books. ISBN:978-1-60506-938-8. مؤرشف من الأصل في 2014-06-26. اطلع عليه بتاريخ 2011-02-09.{{استشهاد بكتاب}}:  صيانة الاستشهاد: ref duplicates default (link)
- "Génesis del mundo y aparición de los primeros dioses" [Genesis of the world and appearance of the first gods] (PDF) (بالإسبانية). Archived from the original (PDF) on 2007-11-10.